# Пиви
Пиви (лат. Contopus) — род воробьиных птиц из семейства Тиранновые. Эти птицы питаются насекомыми.

## Список видов
В род включают 16 видов:
- Белогорлый пиви, белогорлый тиранн Contopus albogularis (Berlioz, 1962)
- Contopus bogotensis (Bonaparte, 1850)
- Коричневобрюхий пиви, коричневобрюхий тиранн Contopus caribaeus (Orbigny, 1839)
- Contopus cinereus (Spix, 1825) — Серый пиви
- Contopus cooperi (Nuttall, 1831)
- Дымчатый пиви Contopus fumigatus (Orbigny et Lafresnaye, 1837)
- Contopus hispaniolensis (H. Bryant, 1867)
- Ширококлювый пиви Contopus latirostris (J. Verreaux, 1866)
- Contopus lugubris Lawrence, 1865
- Одноцветный пиви Contopus nigrescens (P.L. Sclater et Salvin, 1880)
- Охровый пиви Contopus ochraceus P.L. Sclater et Salvin, 1869
- Contopus pallidus (Gosse, 1847)
- Большой пиви Contopus pertinax Cabanis et Heine, 1859
- Contopus punensis Lawrence, 1869
- Западный пиви Contopus sordidulus P.L. Sclater, 1859
- Восточный лесной пиви Contopus virens (Linnaeus, 1766)